# Grupo Recreativo e Dramático 1º de Maio
O Grupo Recreativo e Dramático 1º de Maio (GRD 1º de Maio), ou Sociedade de Tires, é uma coletividade fundada a 1 de Maio de 1919 , com o objetivo de promover atividades recreativas, culturais e desportivas .
As suas atividades principais começaram pela área da música e o teatro amador que se por outras áreas de atuação, nomeadamente ao ginástica, cinema, ciclismo, animação cultural, e os festejos dos Santos Populares que obtiveram sempre uma grande adesão da população. O facto de possuírem um espaço polivalente de qualidade, permite a realização de várias atividades artísticas e desportivas, cedendo muitas vezes o espaço para as escolas circundantes do Concelho.

## Localização e Infraestruturas
O GRD 1º de Maio encontra-se situado no centro da vila de Tires, freguesia de São Domingos de Rana, concelho de Cascais, Distrito de Lisboa, Portugal.
Tem como infraestruturas uma sede com uma sala polivalente de 200m2, balcão e palco, e um pavilhão Serafim Tomé dos Santos, inaugurado em 2006, com um área total de 1.479m2.

## Atividades

### Festas de Santo António
Todos os anos para comemorar o Santo António é organizado pela GRD 1º de Maio uma feira para as festas de Santo António por volta do feriado de 13 de Junho. As festas prolongam-se por cerca de 10 dias tendo como local central a sede da coletividade. É uma altura muito animada na vila e é organizada por voluntários da coletividade. 
A feira da festa conta com várias bancas comida e bebida, jogos e concertos de música portuguesa.

Durante as festas  os jantares na sala polivalente da sede são realizados com recurso a tiresenses que o fazem de forma voluntária.

## Ligações Externas
- Website do Grupo Recreativo e Dramático 1º de Maio
- Facebook da Ginástica Acrobática
- Facebook das Festas de Santo António em Tires